# Ferrari SF90 Stradale
Ferrari SF90 Stradale (заводський код F173) — це спортивний повнопривідний автомобіль PHEV (Plug-in Hybrid Electric Vehicle) з середнім розташуванням двигуна виробництва італійського виробника автомобілів Ferrari. Автомобіль поділяє свою назву з автомобілем Формули-1 Ferrari SF90 з назвою, присвяченою до 90-ї річниці гоночної команди Scuderia Ferrari, а «Stradale» означає для дороги.
Розгін від 0 до 100 км/год займає 2,19 с, а максимальна швидкість обмежена на позначці 340 км/год.

## Двигуни

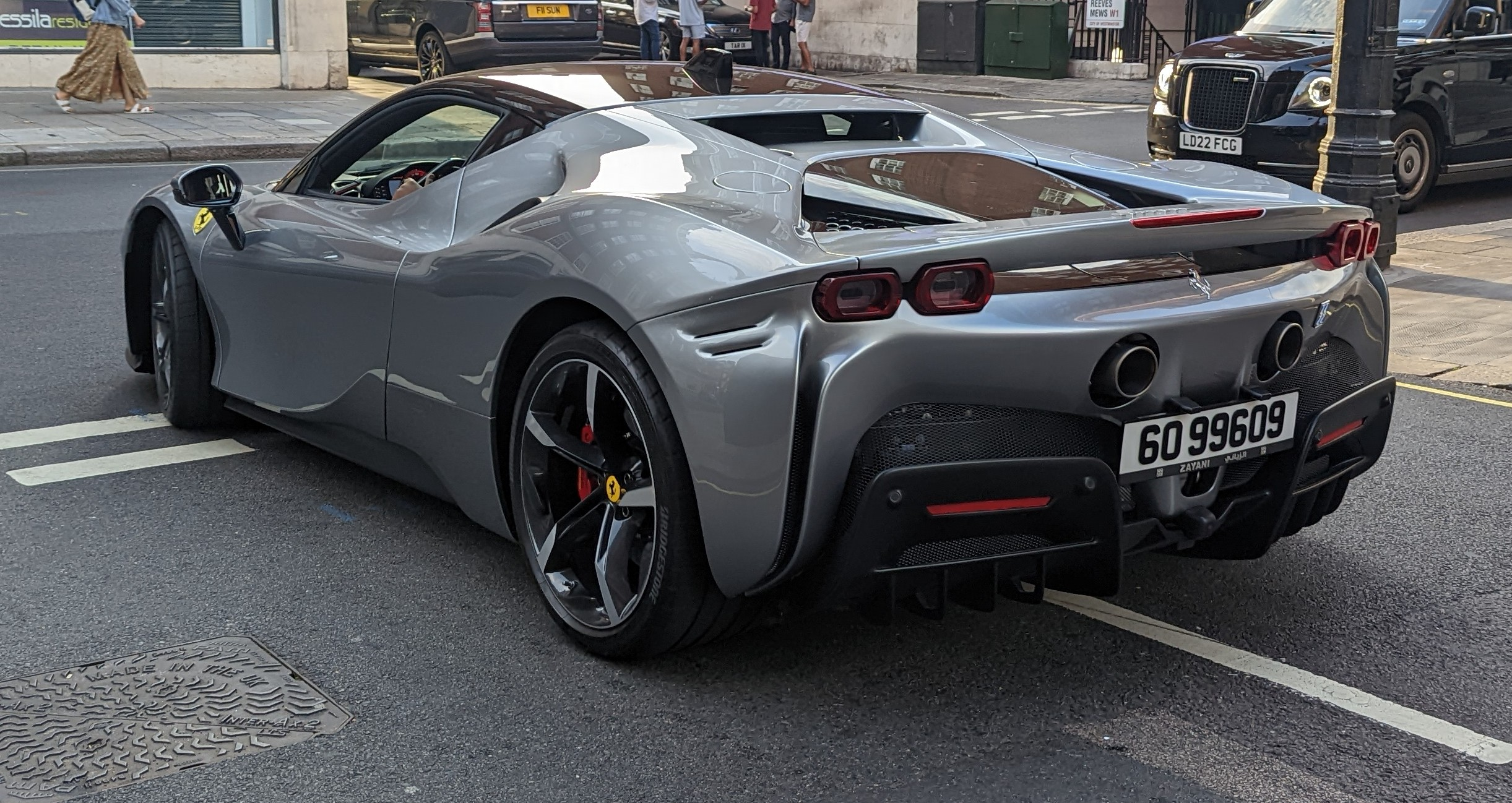

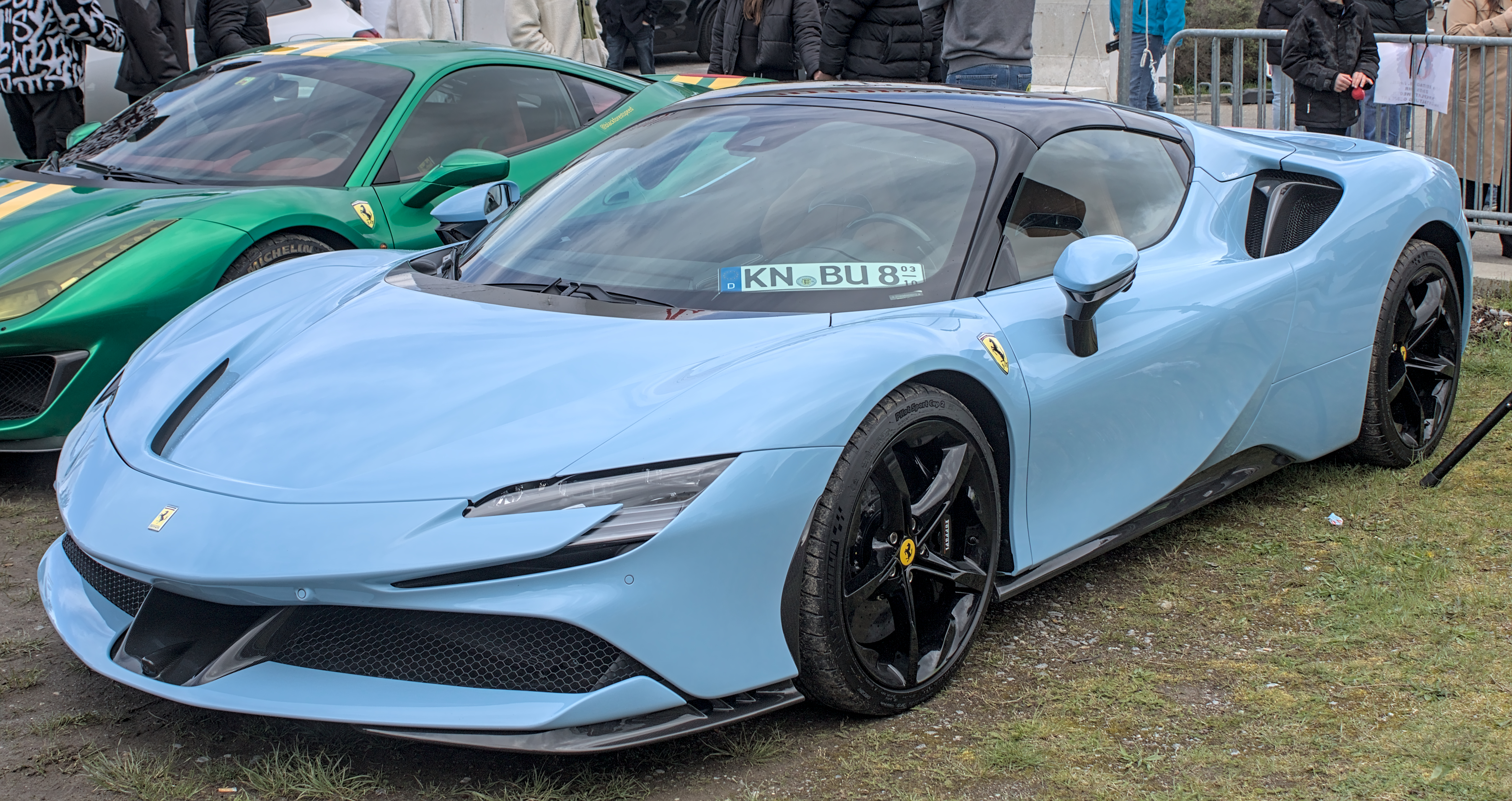
Ferrari SF90 Spider (F173A)

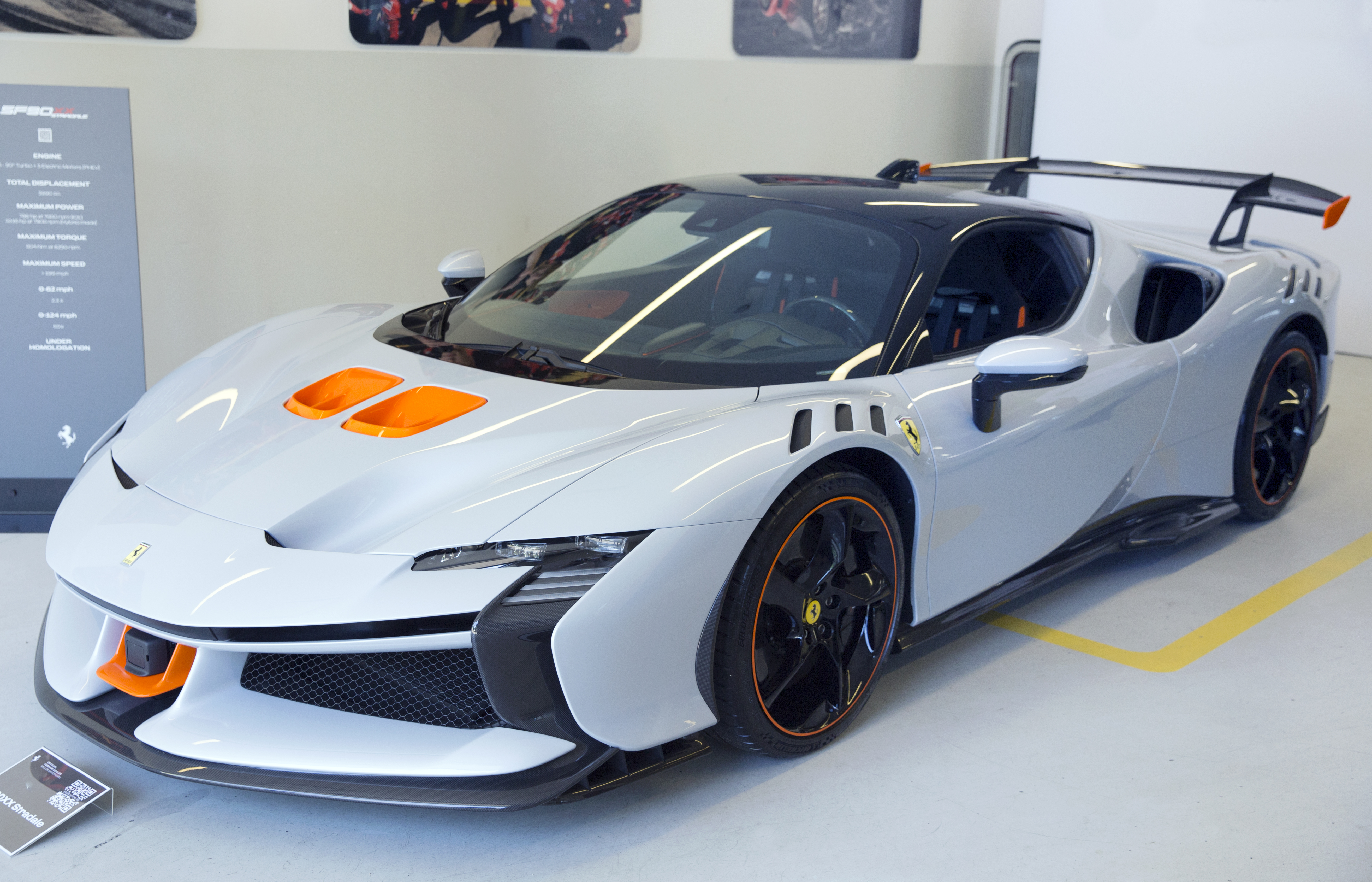
Ferrari SF90 XX Stradale (з 2023)

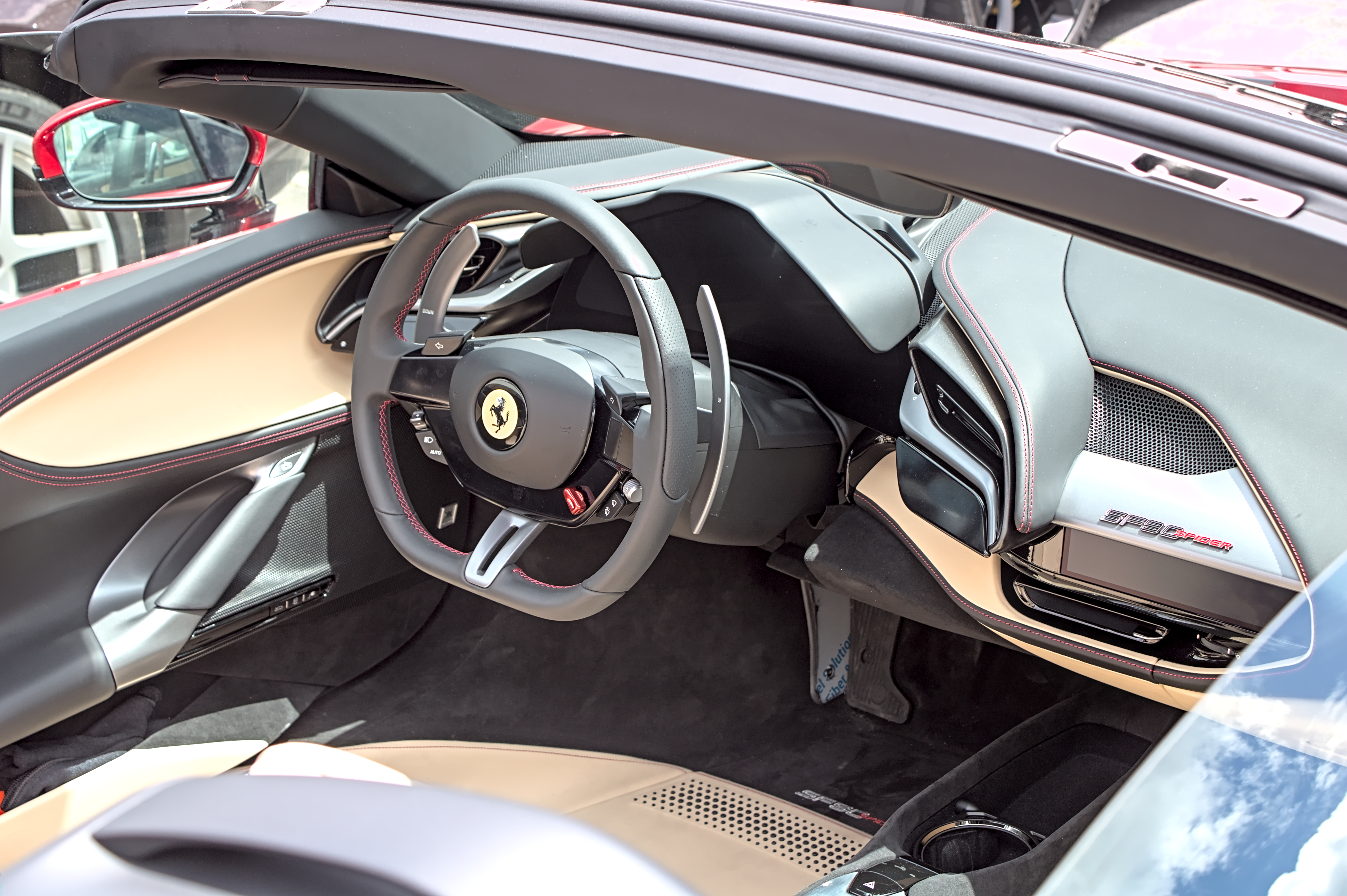

- 4.0 L (3,990 см3) twin-turbo Ferrari F154CD V8 780 к. с. (800 Н·м) + 3 електродвигуни (один встановлений на коробці передач і по одному на кожному передньому колесі) 220 к.с., сумарна потужність 1000 к. с. (1066 Н·м)

## Акумулятор і режими водіння
Автомобіль оснащений літій-іонним акумулятором потужністю 7,9 кВт·год для рекуперативного гальмування, що дає автомобіль у 26 км (16 миль) електричного діапазону. Автомобіль поставляється з чотирма режимом руху в залежності від дорожніх умов. Режими змінюються за допомогою ручок «eManettino», розташованих на кермовому колесі.
Режим «eDrive» керує автомобілем лише за допомогою електродвигунів. У «гібридному» режимі автомобіль працює як двигун внутрішнього згорання, так і від електродвигунів, і є режимом за умовою. У цьому режимі бортовий комп'ютер автомобіля також вимикає двигун, якщо умови ідеально підходять для економії палива, дозволяючи водію запустити двигун заново. Режим «Performance» підтримує двигун у робочому стані для зарядних акумуляторів і дозволяє автомобілю реагувати на зміни у забезпеченні оптимальних характеристик. Режим «Qualify» використовує весь потенціал трансмісії.
Логічна система управління використовує три основні галузі: високовольтне управління автомобілем (включаючи акумулятори), система векторизації крутного моменту RAC-e (електрична система управління осями обертання) та MGUK разом з двигуном та коробкою передач.

## КПП
Двигун SF90 Stradale пов'язаний з новою 8-ступеневою роботизованою коробкою передач з подвійним зчепленням Magna 8DCL900 dual clutch. Нова трансмісія на 10 кг (22 фунти) легша і компактніша, ніж існуюча 7-ступенева трансмісія, яка використовується в інших моделях виробника, частково через відсутність спеціальної передачі заднього ходу, оскільки реверсування забезпечується електродвигунами, встановленими на передньому мості. Нова коробка передач також має на 30 % менший час перемикання (200 мілісекунд).

## Шасі
Зовсім нове шасі автомобіля поєднує в собі алюміній і вуглецеве волокно, що підвищує жорсткість конструкції і забезпечує відповідну платформу для гібридної системи автомобіля. Автомобіль має загальну суху масу 1570 кг (3461 фунт) з урахуванням ваги електричної системи 270 кг (595 фунтів).

## Дрег-рейсінг із Rimac Nevera
У червні 2021 року на дрег-рейсінгу Ferrari SF90 Stradale програв електрокару Rimac Nevera, який має вдвічі більшу потужність. Відрізок у чверть милі Nevera подолав за 8,62 с, розігнавшись до 276 км/год. Ferrari SF90 Stradale проїхала той самий відрізок за 9,6 с, набравши швидкість 240 км/год.

## Продажі
| рік  | Європа |
| ---- | ------ |
| 2020 | 34     |
| 2021 | 643    |

1. ↑  Європа: 2020 ЄС 27 + Велика Британія + Швейцарія + Норвегія + Ісландія